# Cercosaura argulus
Espèce
Synonymes
- Prionodactylus oshaughnessyi Boulenger, 1885
- Cercosaura oshaughnessyi (Boulenger, 1885)
- Prionodactylus holmgreni Andersson, 1914
- Prionodactylus columbiensis Werner, 1917

Statut de conservation UICN

 LC  : Préoccupation mineure
Cercosaura argulus est une espèce de sauriens de la famille des Gymnophthalmidae.

## Répartition
Cette espèce se rencontre  :
- en Guyane ;
- au Brésil ;
- en Bolivie ;
- dans le Nord du Pérou ;
- en Équateur ;
- en Colombie ;

Sa présence au Suriname et en Guyana est incertaine.

## Publication originale
- Peters, 1863 "1862" : Über Cercosaura und die mit dieser Gattung verwandten Eidechsen aus Südamerika. Abhandlungen der Königlichen Akademie der Wissenschaften zu Berlin, vol. 1862, p. 165-225 (texte intégral).